# Южнокурилск
Южнокурилск (на руски: Южно-Курильск; на японски: 古釜布; на айнски: Фурукамаппу) е селище от градски тип в Сахалинска област, Русия.
Разположено е на остров Кунашир от Курилските острови и има излаз към Южнокурилския проток. Административен център е на Южнокурилски градски окръг. Към 2016 г. има население от 7105 души.

## История

### Усвояване на о. Кунашир
Историята на селището е свързана с историята на Курилските острови като цяло. В Русия Курилите първоначално стават известни след експедициите на Иван Москвитин и съратниците му, след които изследователя Нехорошко Колобов разказва за айните (местните жители на Курилите) през 1646 г. както и похода на Владимир Атласов през 1697 г. След тези събития Курилските острови и Сахалин се усвояват съвестно от японци и руснаци. Към края на 18 век на Курилите се появяват руски селища от заточеници и доброволци. Основани са японски фабрики, укрепени пунктове с военни гарнизони. През 1769 г. офицерът Иван Чьорни получава известие, че японци населяват Кунашир.

### Айнско селище
Отслабена от Кримската война, през 1855 г. Русия подписва Симодския трактат, според който отдава на Япония части от южните Курили, в това число и о. Кунашир. По това време на мястото на съвременното селище съществува айнско селище с име Фурукамаппу, което преведено от айнски означава „място за търговия, обмяна“. Заедно със съседните села Окинокотан и Исоянбецу се наброяват 50 къщи. По времето на японската администрация до 1945 г. на острова са основани и други селища.

### Основаване на селището
Кунашир минава под съветска власт на 1 септември 1945 г. в резултат на Курилската десантна операция. На 2 февруари 1946 г. островът е включен в състава на Сахалинска област (тогава Южносахалинска област). С Указ на Президиума на Върховния Съвет на РСФСР от 5 юни 1946 г. е основано руско селище и е наименувано Южнокурилск. Тече активно строителство със силите на съветските войници и японските военнопленници, които са държани в отделен лагер на острова.
С решение на съветското правителство цялото японско население от Курилските острови е преселено в Япония на о. Хокайдо през лятото на 1947 г. По това време на Курилите име много преселници и сезонни работници от различни краища на СССР. Рибното стопанство на Кунашир и Шикотан започва да увеличава значително своето производство.
След цунами, което удря Южнокурилск прз 1953 г., много обществени обекти са построени наново на 30 m по-високо отпреди и получават названието „нов район“. Земетресение от 1994 г. с епицентър в открито море на изток от о. Хокайдо нанася огромни щети на сградите в селището и много от тях са построени наново.

## Население
Южнокурилск е най-голямото населено място на Курилските острови.
| 1959 | 1970 | 1979 | 1989 | 2002 | 2009 | 2010 |
| ---- | ---- | ---- | ---- | ---- | ---- | ---- |
| 3478 | 3214 | 4633 | 6344 | 5751 | 6465 | 5832 |
| 2011 | 2012 | 2013 | 2014 | 2015 | 2016 |      |
| 5869 | 6249 | 6579 | 7048 | 7196 | 7105 |      |

По данни от 2002 г. селището е населено от: 80,3% руснаци, 8,2% украинци, 1,2% татари, 1,1% беларуси, 1% казахи и 8,2% от други народности.

## Климат
Климатът в Южнокурилск се проявява като мусонен. Класифицира се като умереноконтинентален, граничещ със субарктичен, поради ниските летни температури. Поради влиянието на Тихия океан, най-топлите месеци са август и септември, а октомври е по-топъл от юни. Климатът в този район е аномалия и необичайно студен за географската му ширина, имайки предвид близостта до тропика и морското влияние.
| Климатични данни за Южнокурилск       | Климатични данни за Южнокурилск | Климатични данни за Южнокурилск | Климатични данни за Южнокурилск | Климатични данни за Южнокурилск | Климатични данни за Южнокурилск | Климатични данни за Южнокурилск | Климатични данни за Южнокурилск | Климатични данни за Южнокурилск | Климатични данни за Южнокурилск | Климатични данни за Южнокурилск | Климатични данни за Южнокурилск | Климатични данни за Южнокурилск | Климатични данни за Южнокурилск |
| Месеци                                | яну.                            | фев.                            | март                            | апр.                            | май                             | юни                             | юли                             | авг.                            | сеп.                            | окт.                            | ное.                            | дек.                            | Годишно                         |
| Абсолютни максимални температури (°C) | 8,5                             | 9,3                             | 11,9                            | 20,9                            | 26,2                            | 29,0                            | 30,4                            | 30,5                            | 27,8                            | 22,4                            | 18,2                            | 14,8                            | 30,5                            |
| Средни максимални температури (°C)    | −1,6                            | −2,4                            | 0,3                             | 4,9                             | 8,7                             | 11,4                            | 14,8                            | 18,3                            | 17,5                            | 13,4                            | 7,6                             | 1,5                             | 7,9                             |
| Средни температури (°C)               | −4,2                            | −5,3                            | −2,4                            | 1,7                             | 5,2                             | 8,6                             | 12,4                            | 15,9                            | 15,1                            | 10,8                            | 4,7                             | −1                              | 5,1                             |
| Средни минимални температури (°C)     | −6,4                            | −7,8                            | −4,7                            | −0,5                            | 3,0                             | 6,8                             | 10,7                            | 14,1                            | 13,0                            | 8,3                             | 2,0                             | −3,3                            | 2,9                             |
| Абсолютни минимални температури (°C)  | −16,5                           | −20,3                           | −18                             | −11,4                           | −3,1                            | 0,3                             | 2,8                             | 7,0                             | 4,3                             | −1                              | −7,6                            | −13,6                           | −20,3                           |
| Средни месечни валежи (mm)            | 61                              | 38                              | 74                              | 85                              | 128                             | 104                             | 145                             | 146                             | 172                             | 121                             | 107                             | 72                              | 1253                            |
| ------------------------------------- | ------------------------------- | ------------------------------- | ------------------------------- | ------------------------------- | ------------------------------- | ------------------------------- | ------------------------------- | ------------------------------- | ------------------------------- | ------------------------------- | ------------------------------- | ------------------------------- | ------------------------------- |
| Източник: Погода и Климат             |                                 |                                 |                                 |                                 |                                 |                                 |                                 |                                 |                                 |                                 |                                 |                                 |                                 |

## Икономика
Основният отрасъл в селището е риболовът и свързаните с него промишлености.
Южнокурилск е обслужван от летище Менделеево разположено на 15 km югозападно. Има на разположение и пристанище с редовни пътнически и товарни превози.